# 阿列斯·比亚利亚茨基
阿列斯·维克托罗维奇·比亚利亚茨基（羅馬化：Alieś Viktaravič Bialiacki；1962年9月25日—），白俄罗斯民主运动参与者，春天人权中心创办人，国际人权联盟副主席。
2020年，阿列斯获得有“另类诺贝尔奖”之称的正确生活方式奖。2022年，阿列斯与人权组织「纪念」和「公民自由中心」共同获得诺贝尔和平奖。2023年3月遭白俄羅斯法院以資助抗議活動和逃稅等罪名判處10年徒刑。

## 生平
阿列斯·比亚利亚茨基出生在维亚尔齐利亚（今属俄罗斯联邦卡累利阿共和国），父亲维克托（Вікта）来自白俄罗斯戈梅利州拉加喬烏斯基區，母亲妮娜（Ніна）来自納勞良斯基區。1965年，阿列斯一家回到白俄罗斯，在斯韦特洛戈尔斯克定居。
1984年，阿列斯从戈梅利州立大学毕业，获得白俄罗斯语和俄罗斯语语文学学位。大学毕业后，阿列斯在戈梅利州列利奇茨基区当教师。1985年到1986年，阿列斯在驻叶卡捷琳堡郊区反坦克炮兵营担任装甲车司机。1989年，获得白俄罗斯科学院博士学位，在白俄罗斯文学史博物馆担任初级研究员，当选马克西姆·波格丹诺维奇文学博物馆馆长。1991年至1996年，任明斯克市议会议员。
阿列斯从1980年代起参加民主运动。1996年，阿列斯创办春天人权中心。2003年10月28日，白俄罗斯最高法院宣布取消春天的注册组织资格，春天转以无登记身份继续运作。
2011年10月，白俄罗斯当局以避税罪名判处阿列斯四年零五个月监禁，当时阿列斯积极参与当年的民主抗争运动。2014年7月，为庆祝白俄罗斯战胜纳粹德国70周年，阿列斯获当局大赦。到2021年，继续参与民主运动的阿列斯再被当局指控避税罪名，若被定罪，阿列斯会面临最高7年监禁。
2022年，仍在狱中的阿列斯获诺贝尔和平奖，是继德国卡尔·冯·奥西茨基（1935年）、缅甸翁山蘇姬（1991年）、中国刘晓波（2010年）之后，第四位在服刑或拘禁期间获得诺贝尔奖的人士。